# Columna de Nelson (Dublín)
La Columna Nelson o el Pilar de Nelson (en irlandés: Colún Nelson; en inglés: Nelson's Pillar) fue un gran pilar de granito coronado por una estatua de Horatio Nelson en el medio de la calle O'Connell (antes calle Sackville) en Dublín, la capital de la República de Irlanda. Fue construida entre 1808 y 1809 y fue destruida por una bomba colocada por los republicanos irlandeses en 1966. 
El pilar era una columna dórica que se elevaba 121 pies (36,9 m) sobre la tierra y estaba coronada por una estatua en piedra de 13 pies (4,0 m) de altura realizada por el escultor Thomas Kirk, (1781-1845), lo que supone una altura total de 134 pies (40,8 m) - unos 35 pies (10,7 m) menos que la Columna de Nelson en Londres. El diámetro de la columna fue de 13 pies (4,0 m) en la parte inferior y 10 pies (3,0 m) en la parte superior. 
Actualmente, la cabeza de la estatua se exhibe en una de las salas de estudio del "Archivo y Biblioteca de la Ciudad de Dublin".